# 维库
维库（WikiLib）是中国大陆的一个基於技术的网站。维库称其目标是利用建立一个自由分享知识与思想的社区。

## 关于
维库采用了和维基百科相同的MediaWiki軟體，使用了维基百科的部份数据库，和一般的镜像站点相比，维库保留了所有维基百科编辑的历史纪录，并在这些内容的基础上不断发展，逐渐形成了特有的风格和用户群。
作为一个民间的站点，维库并没有商业赞助等资金的支持，因此，维库上发布了Google Adsense的内容相关广告，虽然这并不违反GFDL，但确实导致了一些维基爱好者的反对。维库目前只有汉语一种版本，但用户可以使用它提供的镜像浏览2006年6月19日前的英文维基。
维库必须在登入后，并且用户已经验证了电子邮件，才能编辑。

## 发展历程
- 2004年9月，WikiLib开始上线运行。
- 2005年5月，WikiLib正式采用维库做为网站中文名。
- 2005年10月14日，维库Alexa排名突破十万，访问量稳定上升。
- 2005年11月28日，维库被博客研究中心选为中国互联网2.0百家新锐网站之一。
- 2006年1月6日，维库Alexa排名为27368（三个月均值）。
- 2006年7月29日，维库注册用户达到5000人。
- 2007年2月2日，维库注册用户达到10000人。
- 2013年，维库关闭[3]。